# Abe Geldenhuys
Abraham Johannes „Abe” Geldenhuys (ur. 20 listopada 1932 w Kurumanie, zm. 17 września 1998 w Kapsztadzie) – południowoafrykański zapaśnik walczący w stylu wolnym. Dwukrotny olimpijczyk. Zajął dziewiąte miejsce w Melbourne 1956 i siódme w Rzymie 1960. Walczył w kategorii do 62 kg.
Złoty medalista igrzysk Imperium Brytyjskiego i Wspólnoty Brytyjskiej w 1954 i 1958 roku.

## Letnie Igrzyska Olimpijskie 1956
| Konkurencja      | Rundy eliminacyjne      | Rundy eliminacyjne      | Rundy eliminacyjne     | Klas. końcowa |
| Konkurencja      | Przeciwnik I            | Przeciwnik II           | Przeciwnik III         | Miejsce       |
| ---------------- | ----------------------- | ----------------------- | ---------------------- | ------------- |
| 62 kg styl wolny | Nasser Givehchi (IRI) P | Bálint Galántai (HUN) Z | Myron Roderick (USA) P | 9.            |

## Letnie Igrzyska Olimpijskie 1960
| Konkurencja      | Rundy eliminacyjne | Rundy eliminacyjne   | Rundy eliminacyjne | Rundy eliminacyjne    | Klas. końcowa |
| Konkurencja      | Przeciwnik I       | Przeciwnik II        | Przeciwnik III     | Przeciwnik IV         | Miejsce       |
| ---------------- | ------------------ | -------------------- | ------------------ | --------------------- | ------------- |
| 62 kg styl wolny | Bert Aspen (GBR) Z | Jan Żurawski (POL) P | wolny los Z        | Stanczo Kolew (BUL) P | 7.            |